# Hans Henny Jahnn

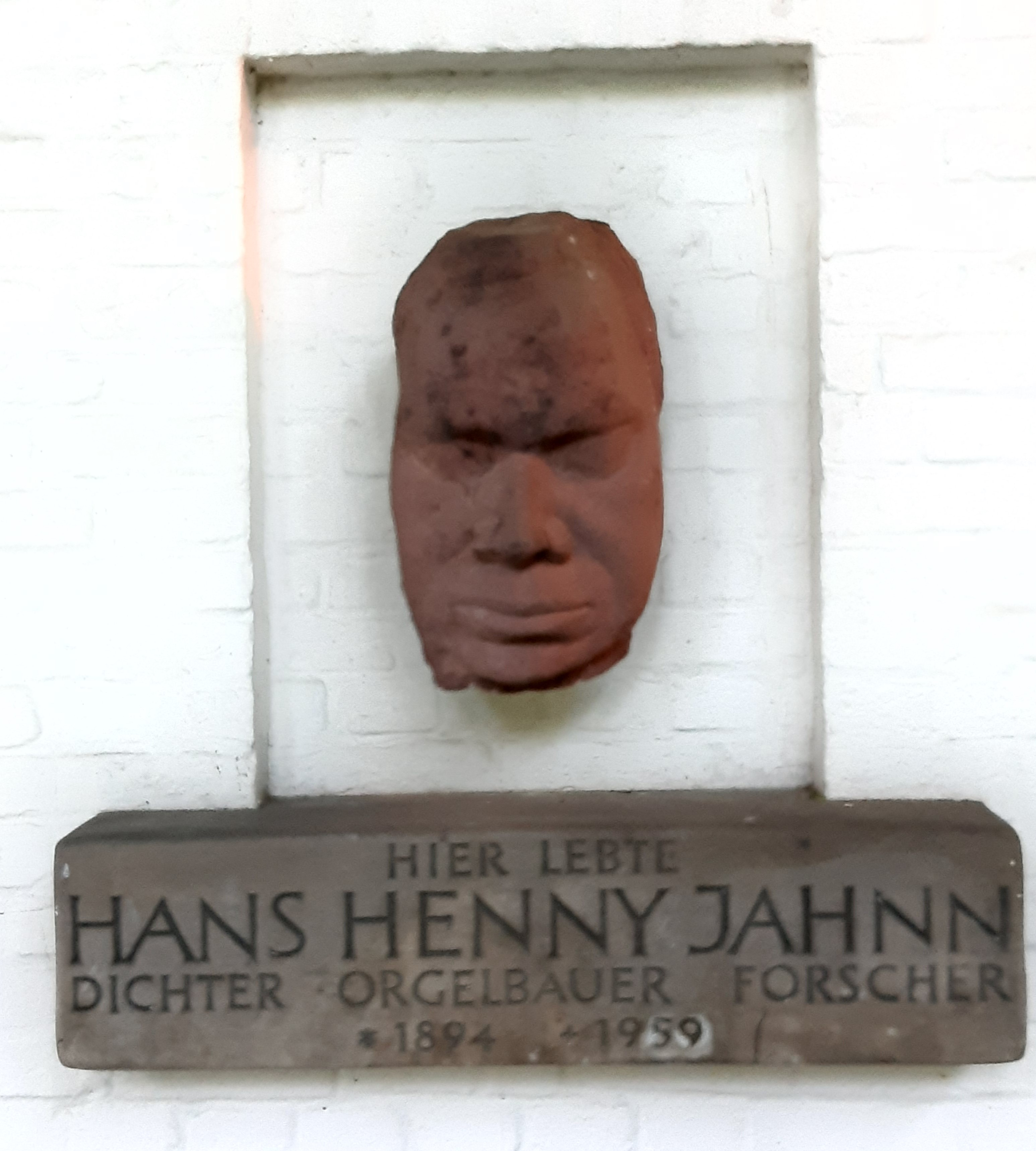
Hans Henny Jahnn. Porträt-Relief an seinem letzten Wohnhaus in Hamburg-Blankenese.

Hans Henny Jahnn (* 17. Dezember 1894 in Stellingen als Hans Henny August Jahn; † 29. November 1959 in Hamburg) war ein deutscher Schriftsteller und politischer Publizist. Er arbeitete zudem als Orgelbauer, Orgelreformer und Musikverleger. Während seines Exils (1934–1946) auf der dänischen Insel Bornholm betätigte er sich auch als Landwirt und Pferdezüchter.
Jahnn war vor allem wegen seiner drastisch grenzüberschreitenden literarischen Darstellungen von Sexualität und Gewalt stark umstritten. Mit seinem literarischen Werk zählt er laut der Sozialgeschichte der deutschen Literatur (1981) zu den „großen produktiven Außenseitern des [20.] Jahrhunderts“. Er verstand sich als „Antimilitarist“, wandte sich gegen jede „Doktrin“ einschließlich „Rassenhass und Todesstrafe“ und lehnte Gewalt, auch gegen Tiere, ab.

## Leben

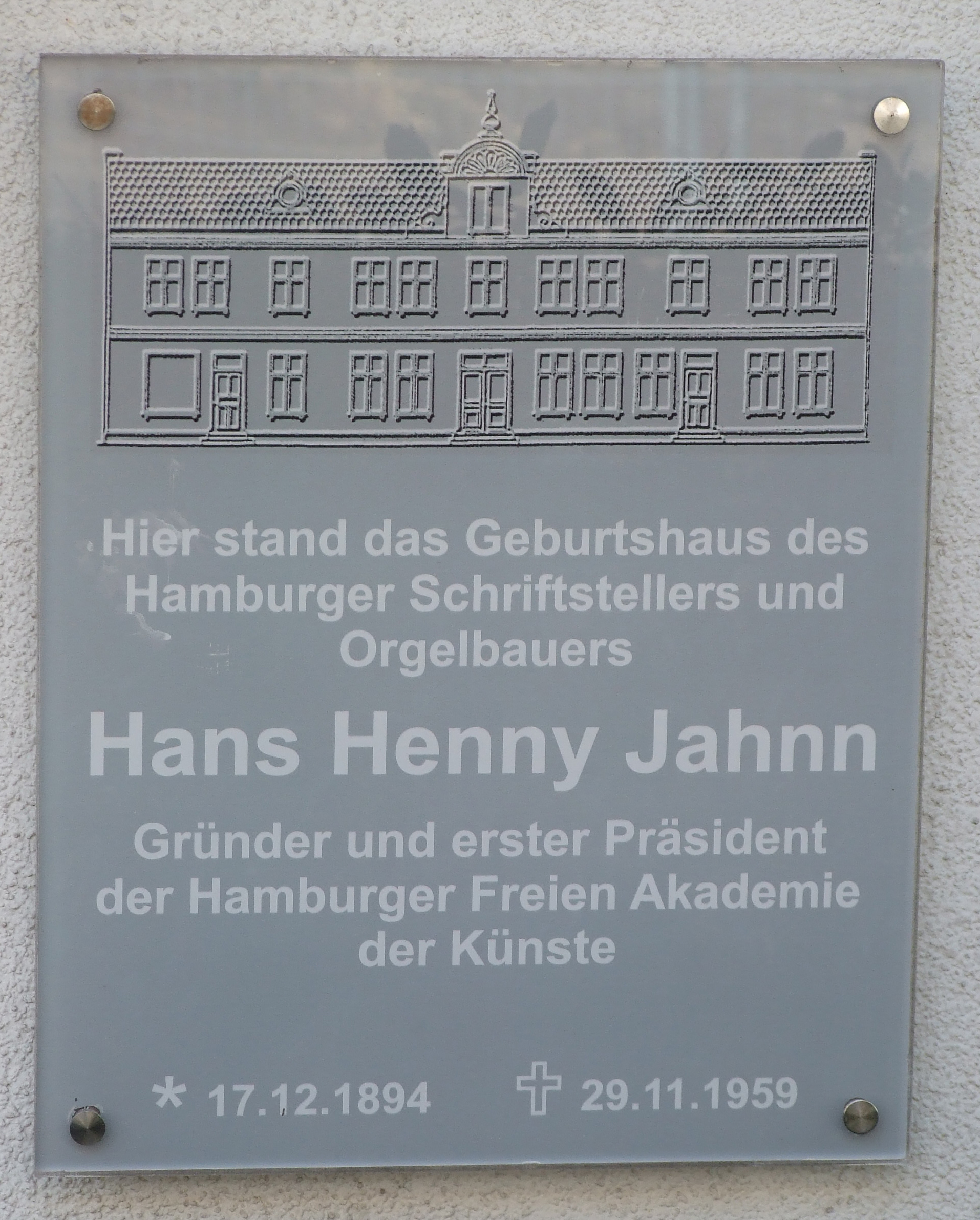
Gedenktafel am Standort Jahnns Geburtshaus in der Högenstraße, Hamburg-Stellingen

### Frühe Jahre
Hans Henny Jahnn entstammt einer Familie von Schiffs- und Instrumentenbauern. Er wurde als Sohn des Schiffszimmerers Gustav William Jahn (1855–1935) und dessen aus Güstrow stammender Frau Elise Marie Charlotte, geb. Petersen (1858–1920), in Stellingen bei Hamburg geboren und besuchte ab 1904 die Realschule in St. Pauli. Schon in der Schulzeit lernte er seinen lebenslangen Freund und Gefährten, den späteren Musikverleger Gottlieb Harms (1893–1931), kennen. Ab 1911 ging Jahnn in die Oberrealschule Kaiser-Friedrich-Ufer in Hamburg-Eimsbüttel und legte dort 1914 das Abitur ab.
Jahnn emigrierte 1915 zusammen mit Harms nach Norwegen, um dem Kriegsdienst im Ersten Weltkrieg zu entgehen. Beide lebten in Aurland am Aurlandsfjord. Jahnn sagte zu dieser Zeit: „In dieser Zeit habe ich leben gelernt, habe ich die Welt durchschaut und alles gesehen, woraus Leben besteht. Es war eine harte Schule.“ Ende 1918 kehrten sie zunächst nach Hamburg zurück.

### Ugrino – die Utopie
Jahnn zog wenig später für kurze Zeit aufs Land bei Eckel. Hier lebte er mit Gottlieb Harms und Franz Buse (1900–1971, damals Bildhauer) zusammen. In dieser Zeit entwarf er mit seinen Freunden das groß angelegte Projekt einer Künstler-, Religions- und Lebensgemeinschaft, das sie Ugrino nannten. Diese Gemeinschaft entstand – wie viele ähnliche Gruppen in der Weimarer Republik – aus dem Bedürfnis nach neuer Sinnstiftung und als Alternative zu der von vielen als enttäuschend empfundenen Situation nach dem Ersten Weltkrieg. Um der Qual des christlichen Gottes zu entgehen, konstruiert Jahnn seine eigene Religion, die sich ästhetischen Regeln unterwirft, Bestattungsriten vorschreibt, ihren Ausdruck in besonderen Bauten finden soll. Ugrino soll eine Religion der Architektur, der Kunst, des Rituals, der erotischen Liebe, des Aufbegehrens gegen die gesellschaftliche Norm der Geschlechteridentitäten und als Plattform für künstlerische Versuche werden. Vor allem aber wird die künstlerische Religion ein Spiegelbild der Liebe Jahnns, anders gesagt, die Erkenntnis, (homophile) Liebe wird erst als göttliche Gnade verstanden und mutiert dann zum Glaubensausdruck, insbesondere zum Jugendfreund Gottlieb Harms.
Die Gemeinschaft Ugrino wollte Kunstwerke aller Art erhalten und neue schaffen. Jahnn plante und zeichnete monumentale Kultbauten in der Tradition der mittelalterlichen Bauhütten. Er erwarb mehrere große, zusammenhängende Grundstücke mit der Unterstützung wohlhabender Freunde und Förderer. Das Projekt scheiterte an den gigantischen Kosten des Landkaufs und den utopischen Plänen eines zeittypischen „Lebensreformentwurfes“. Architekturpläne und sehr präzise Vorgaben zur Ausformung der kultisch und autoritär geprägten Lebensführung sind in der Ugrino-Satzung im Nachlass Jahnns enthalten. Spuren des utopischen Entwurfes finden sich in den beiden großen Romanen Perrudja und Fluß ohne Ufer.
2022 verglich die Ausstellung „Künstler, Visionen, Utopien“ in der Kunststätte Bossard in Jesteburg Bauten und Bauentwürfe der gegensätzlichen Hamburger Zeitgenossen Bossard, Jahnn und Steinhagen und versuchte eine historische Einordnung in die Kulturlandschaft der 1920er Jahre. Dort waren die sechs Bronzeplastiken Buses für den Lübecker Totentanz zu sehen, die lange auf Bornholm verschollen waren, sowie monumentale Baupläne Jahnns als Teil seines Nachlasses in der Staats- und Universitätsbibliothek Hamburg.

### Ugrino – der Verlag
Der Verlag Ugrino überdauerte das gleichnamige visionäre Gemeinschaftsprojekt um zwei Jahrzehnte. Zunächst publizierten Harms und Jahnn historische Orgelliteratur und mehrere theoretische Schriften Jahnns (Kleine Schriften). Von 1928 bis 1930 war der Musikwissenschaftler Hilmar Trede (1902–1947) neben seiner Tätigkeit als Leiter der „Hamburger Volksmusikschule“ Lektor des Verlags.
Geschäftsführer war ab 1936 der Musikverleger und das Ugrino-Mitglied Werner Bauer (1894–1958, Onkel des Studiendirektors und Jahnn-Kenners Rüdiger Wagner). Bauer bewahrte die Unterlagen über Ugrino in seiner Hamburger Wohnung auf. Nachdem er erfahren hatte, dass die Gestapo eine Hausdurchsuchung bei ihm durchführen wollte, verbrannte Bauer alle Papiere. In den 50er-Jahren wurden ferner die restlichen Geschäftspapiere des Ugrino-Verlages vernichtet. Hans Henny Jahnn unterhielt noch in den 50er-Jahren eine teils geschäftliche teils private Verbindung zu Werner Bauer und nahm an dessen Beerdigung teil.

### Familie
Auch seine spätere Ehefrau Ellinor Jahnn, geborene Philips (1893–1970), schloss sich dem Ugrino-Kreis an und lebte zeitweise in Klecken mit den Freunden in einem bescheidenen Landhaus. Jahnn und Philips heirateten 1926. Ihre Tochter Signe Jahnn wurde 1929 geboren und starb 2018. Die außergewöhnliche, durch Nähe und Distanz, aber auch Sorge füreinander gekennzeichnete offene Ehe ohne Tabus hielt 33 Jahre bis zum Tod Hans Henny Jahnns. Dies geht aus den Briefen Jahnns an seine Ehefrau hervor. Die Eheschließung zwischen Ellinor Jahnns Schwester Sibylle, genannt Monna, und Jahnns Freund Gottlieb Harms fand 1928 statt. Ellinor unterhielt auch eine freundschaftliche bis intime Beziehung zu Gottlieb Harms und unternahm mehrere Reisen mit ihm. In den Jahren auf Bornholm führte Jahnn eine intime Beziehung mit der ungarischen Fotografin Judit Kárász.
Hilmar Tredes Sohn aus zweiter Ehe, Yngve Jan Trede, war das Patenkind Jahnns und wurde von diesem nach dem frühen Tod Hilmar Tredes gefördert. Jahnn hielt ihn für ein musikalisches Genie. Am 17. Dezember 1963, vier Jahre nach dem Tod seines Patenonkels, heiratete Yngve Jan Trede Jahnns Tochter Signe (* 28. Juni 1929, † 18. März 2018).
Obwohl sich Jahnn öffentlich nie dazu bekannte – Homosexualität war gemäß § 175 Strafgesetzbuch gesetzlich verboten –, heißt es überwiegend in der Literatur, dass er von Jugend an homosexuelle Beziehungen unterhielt, unter anderem zu Harms, der als seine große Liebe gilt. Eine Freundschaft verband ihn mit dem sehr viel jüngeren Schriftsteller Hubert Fichte.

### Zwischenkriegszeit und Exil auf Bornholm
Im Jahr 1919 veröffentlichte Jahnn das Drama Pastor Ephraim Magnus, für das er 1920 mit dem Kleist-Preis ausgezeichnet wurde (Uraufführung 1923). 1925 entstand seine Tragödie Medea, die 1926 erstmals inszeniert wurde und bis in die Gegenwart aufgeführt wird. Weitere Dramen folgten. Manche Presseorgane lehnten Jahnns Stücke ab, stellten sie doch oft extreme Gefühlslagen und Handlungen dar (z. B. Inzest, Homosexualität, Verstümmelung, Sodomie). Die Dramen wurden teils heftig kritisiert, teils aber auch – beispielsweise von Thomas Mann – sehr gelobt.
Jahnn war Präsident des Kartells Hamburger Künstlerverbände, das am 20. Februar 1929 gegründet wurde. Das Kartell war ein Zusammenschluss aller freien Künstler Hamburgs zu einem Dachverband. Mitglieder des Vereins waren der Hamburger Künstlerverein, die Hamburgische Sezession, die Hamburgische Künstlerschaft, der Schriftsteller-Schutzverband Nordwestgau, die Vereinigung Hamburgischer Komponisten, der Reichswirtschaftsverband bildender Künstler und der Altonaer Künstlerverein.
Jahnns expressionistischer Roman Perrudja (Band 1) erschien 1929, nachdem er die erste, formal eher konventionelle Fassung nach Lektüre von James Joyce’ Ulysses überarbeitet hatte. Dieses Werk wurde beispielsweise von Alfred Döblin und Heinrich Mann positiv beurteilt, ebenso medial vehement abgelehnt. Fragmente des zweiten Bandes wurden aus dem Nachlass veröffentlicht.
Obwohl Jahnn seit Beginn der 1930er Jahre vor der NSDAP gewarnt hatte und der Radikaldemokratischen Partei (RDP), einer Abspaltung der DDP, beigetreten war, wollte er nicht endgültig emigrieren, um den Kontakt mit Deutschland nicht zu verlieren. Er war überzeugt, dass er als Schriftsteller nur in Deutschland seinen Lebensunterhalt sichern konnte. Darum blieb er etwa Mitglied der Reichsschrifttumskammer. Die Nationalsozialisten standen ihm feindlich gegenüber (aufgrund seiner Stücke wurde er in der Presse u. a. als „Kommunist und Pornograph“ bezeichnet) und durchsuchten mehrfach seine Wohnung in Hamburg.
Darum verließ Jahnn kurz nach der Machtübergabe im Frühjahr 1933 Deutschland und hielt sich während der nationalsozialistischen Diktatur meist im Ausland auf, kehrte aber immer wieder für kurze Zeit nach Deutschland zurück. Seit 1934 wohnte er auf Bornholm in Dänemark, wo seine Schwägerin auf Jahnns Rat einen Bauernhof erworben hatte, den er zunächst selbst bewirtschaftete, später wurde der Hof Bondegård verpachtet, dann verkauft. Jahnn bezog eine kleine Kate („Granly“) in unmittelbarer Nachbarschaft, schrieb und lebte dort mit seiner Geliebten Judit Kárász, einer jüdisch-ungarischen Emigrantin und Bauhaus-Fotografin zusammen. Nach der Rückkehr nach Hamburg nutzte Jahnn die Kate als gelegentliches Sommerhaus.
Auf Bornholm verfasste er den größten Teil seines Hauptwerkes Fluß ohne Ufer, einer Romantrilogie von über 2000 Seiten: Band 1 Das Holzschiff (Erstveröffentlichung 1949), Band 2 Die Niederschrift des Gustav Anias Horn nachdem er 49 Jahre alt geworden war (erschienen 1949/1950) und der nicht abgeschlossene Epilog, der 1961 aus dem Nachlass erschien.
Die erste Fassung von Armut, Reichtum, Mensch und Tier entstand bereits 1933 in der Schweiz. Jahnn überarbeitete das Drama von 1935 bis 1945 in Dänemark; erst nach dem Krieg konnte es 1948 im Theater aufgeführt werden. Noch auf Bornholm begann er seine Tragödie Thomas Chatterton zu schreiben, 1954 wurden Auszüge veröffentlicht, 1955 erschien das Werk als Buchausgabe, 1956 fand die Uraufführung statt.
Zu seinen Dramen Spur des dunklen Engels (1952) und Neuer Lübecker Totentanz (1931), Erstaufführung im Theater 1954, schrieb Patensohn Yngve Jan Trede die Musik.
1950 kehrte Jahnn zurück nach Hamburg und bewohnte bis zu seinem Tod das Kavaliershaus im Hirschpark, in dem sich heute ein Gasthaus befindet. Er setzte sich als Pazifist vor allem gegen die Entwicklung von Kernwaffen, die Wiederbewaffnung der Bundesrepublik und gegen Tierversuche ein. Er lehnte ebenso die zivile Nutzung der Kernenergie ab, weil er die Lagerung des atomaren Mülls schon damals für unverantwortlich hielt. Jahnn war Mitbegründer und erster Präsident der Freien Akademie der Künste in Hamburg. 1956 reiste er nach Moskau.

### Tod
Am 29. November 1959 erlag er im Blankeneser Krankenhaus Tabea einem Herzleiden. Die Grabrede hielt sein Freund Erich Nossack.

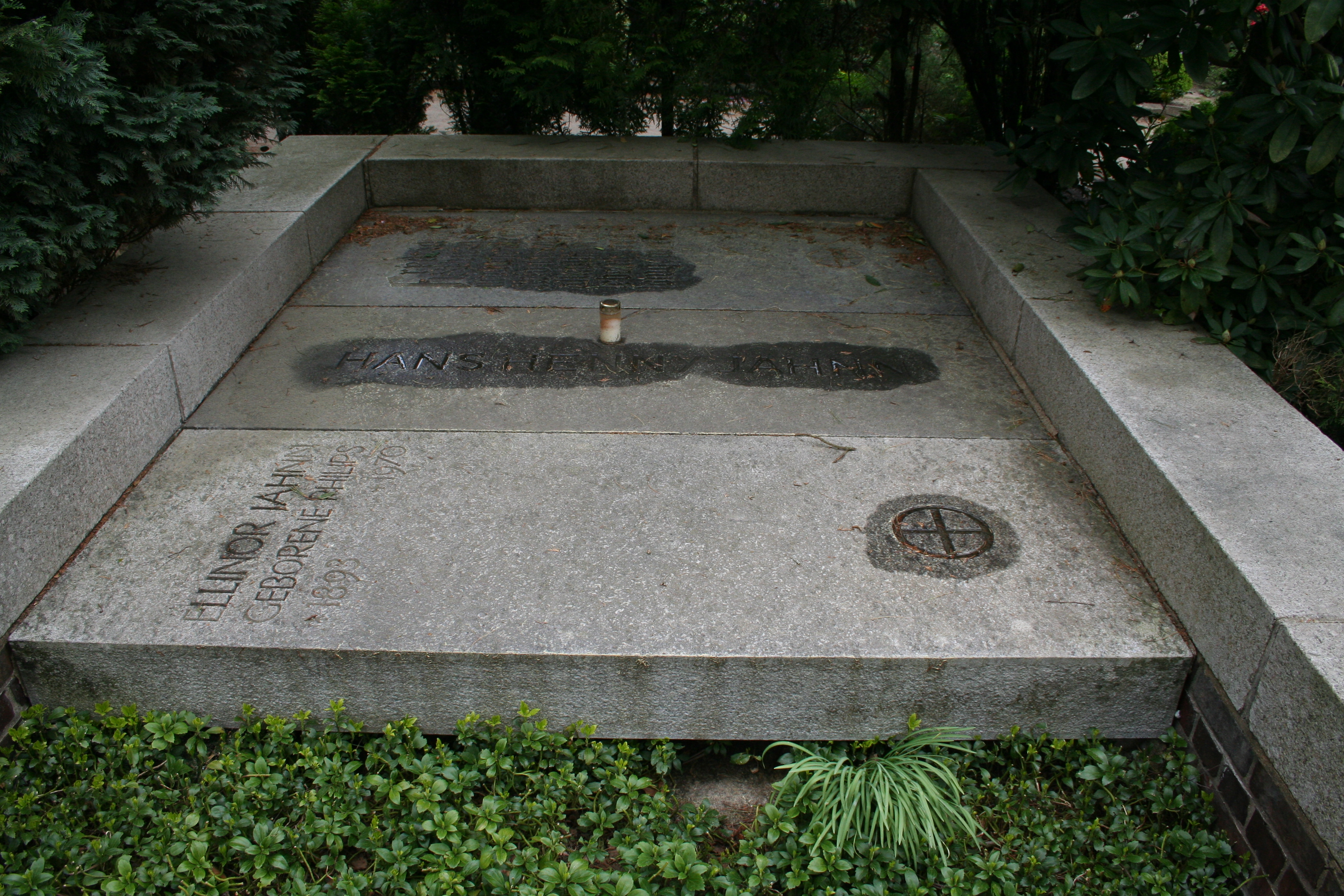
Grabstätte von Hans Henny Jahnn, Friedel Harms und Ellinor Jahnn

Sein Grab befindet sich auf dem Nienstedtener Friedhof. Die Grabanlage hat Jahnn gemäß den Bestattungsvorgaben der Ugrino-Satzung entworfen. Auch seinen wachsversiegelten, mit Metall ausgekleideten Sarg aus überdickem Holz hatte er sich zu Lebzeiten nach der Ugrino-Satzung konstruieren lassen. Aufgrund des großen Gewichtes des Sarges mussten die Träger bei der Beerdigung den Sarg auf dem Weg zum Grab alle drei Schritte absetzen.
Auf dem alten Kirchhof der Christianskirche in Hamburg-Ottensen befindet sich ein Grab-Denkmal zu Ehren seiner Familie, welches Jahnn 1919/1920  entworfen hatte. Es wurde 1994 dort zusammen mit einer Informationsstele von der Stiftung zur Erhaltung der Kulturdenkmäler der Freien und Hansestadt Hamburg (wieder)errichtet.

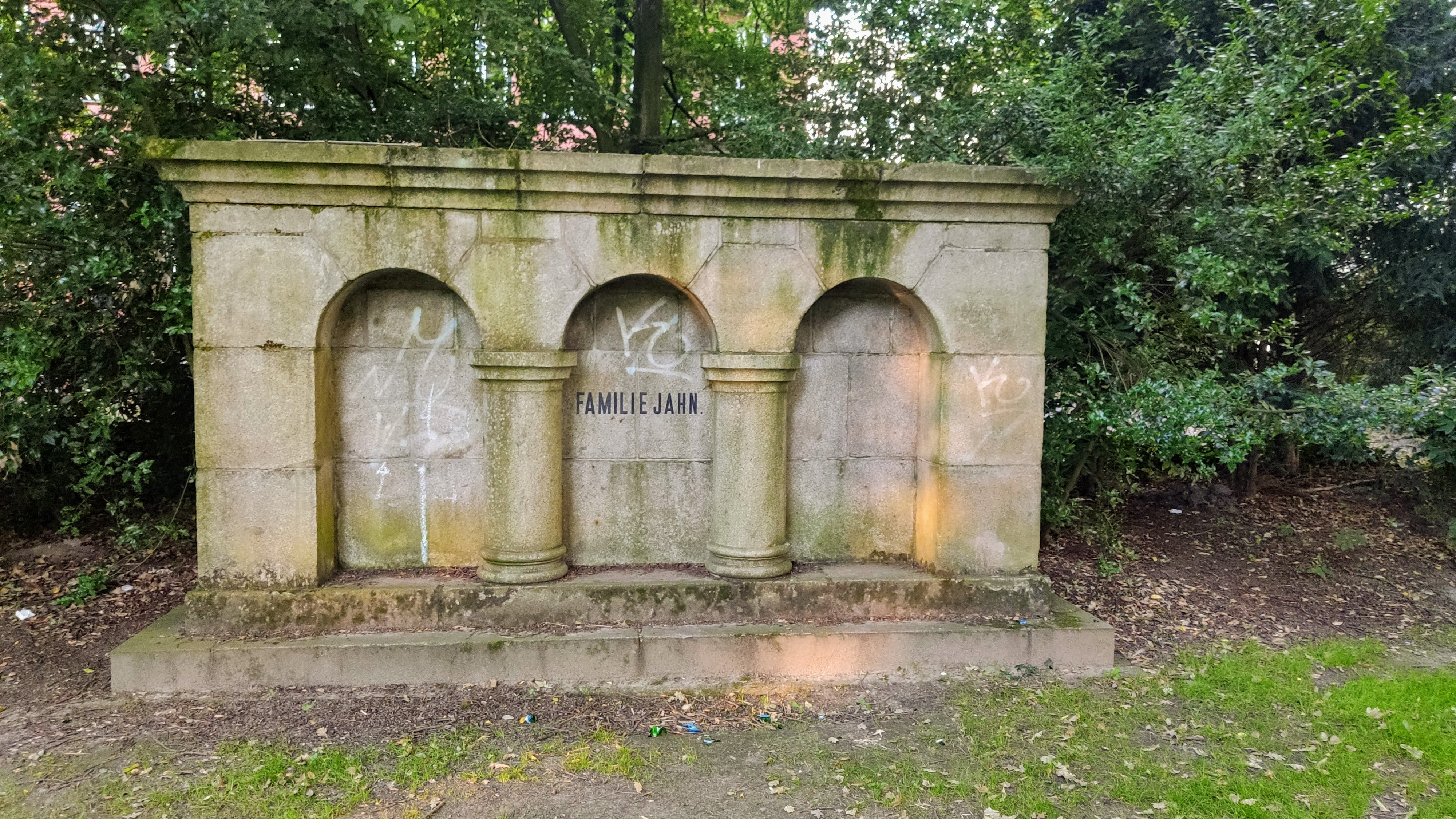
Grabstätte Familie Jahn – Entwurf Hans Henny Jahnn (1919/20, ursprünglich auf dem Friedhof Stellingen)

Sein letzter, wiederum unvollendeter Roman Jeden ereilt es erschien postum 1968, die Erzählung Die Nacht aus Blei, ein Auszug daraus, wurde bereits 1956 veröffentlicht.
Der Nachlass von Hans Henny Jahnn, der auch bisher unveröffentlichte Briefe umfasst, befindet sich in der Hamburger Staats- und Universitätsbibliothek.
Der Schriftsteller Werner Helwig schrieb zwischen 1963 und 1965 romanhafte Erinnerungen an seinen Freund Jahnn in Die Parabel vom gestörten Kristall.
Jahnns literarisches Werk wurde bisher noch nicht umfassend rezipiert, entzieht sich gängigen Klassifizierungen und war lebenslang heftig umstritten, hochgelobt oder kritisch beleuchtet.

## Literarisches Werk
Jahnns Werk liegt seit 1986 als vollständige Gesamtausgabe in 12 Bänden im Verlag Hoffmann & Campe, Hamburg vor. In seinen Romanen, Dramen, Aufsätzen und Reden beschrieb er das Ausmaß an Grausamkeit und Destruktivität, dessen der Mensch fähig sei. Rettung suchte er in der Natur, deren „Schönheit und Harmonie“ er in Landschaftsschilderungen (etwa in seiner Romantrilogie Fluß ohne Ufer) ausdrückte, gleichzeitig zeichnete er die Grausamkeit der Natur nach. Versöhnung könne allein die Kunst bewirken, insbesondere die Musik. Diese Auffassung sei der Antrieb seines Schreibens.
Bestimmend „für das ganze Jahnnsche Werk [ist der] zentrale Gedanke einer antichristlichen Schöpfungsmythologie“, die vom altbabylonischen Gilgamesch-Epos beeinflusst und „ontogenetisch als präödipal anzusehen ist“, heißt es in der Sozialgeschichte der deutschen Literatur (1981). Eine „strikt antizivilisatorische Position“ manifestiere sich darin mittels folgender Motivkomplexe: anarchische, naturreligiöse Mythen (versus christliche Tradition), altägyptische Totenmythologeme (versus deutsche Tradition des Hellenismus), „elementarische Fesselung des Menschen an seine Fleischlichkeit, in der Trieb, Sakralität und Barbarei verschmolzen werden“ (versus humanistisches Menschenbild), archaisch-zeitlose Landschaften, in denen Mensch, Tier und Natur in ungeschiedener Einheit leben (versus auf bürgerlicher Aufklärung beruhende, fortschrittsorientierte Zivilisation).
Jahnns „erotischer Radikalismus“ zeigt sich im rekurrenten Motiv der Sodomie und in dem „in nahezu allen Werken gebrochenen Inzesttabu“, in den Sadismen sowie in den „vielfältig homosexuellen Beziehungen und Motiven“. Eine präzise intertextuelle Analyse von Gilgamesch-Epos und Fluss ohne Ufer findet sich bei Gianna Zocco.
Sprachlich gelinge Jahnn erstmals in dem Perrudja-Fragment „die epische Integration seiner widersprüchlichen ideologischen Orientierungen, wie er auch Anschluß gewinnt an wichtige Neuerungen des modernen Romans“: „sichere Handhabe des inneren Monologs, der Symbol- und Motivtechnik“, Einbeziehung des neu entdeckten Unbewussten.
Ulrich Greiner beschrieb 1994  unter der  Überschrift Die sieben Todsünden des Hans Henny Jahnn vermeintliche Strukturmerkmale seines literarischen Werkes: ein vergiftetes Geschenk zum 100. Geburtstag.

## Orgelbau und Harmonik
Schon als Jugendlicher befasste sich Jahnn mit dem Orgelbau. Während seines Aufenthaltes in Norwegen (1915–1919) erwarb er die Kenntnisse dazu durch ein umfangreiches Studium klassischer Lehr- und Handbücher des Orgelbaus, allerdings ohne eine handwerkliche Ausbildung zu absolvieren.  Nach der Rückkehr nach Hamburg setzte er sich für die Restaurierung norddeutscher Barockorgeln ein (z. B. der Arp-Schnitger-Orgeln der Hauptkirche Sankt Jacobi (Hamburg) und der Ludgerikirche (Norden)) und forderte eine Neuorientierung des Orgelbaus unter Berücksichtigung harmonikaler Gesetzmäßigkeiten, wie sie bereits Schnitger beschrieben habe. Obwohl etwa Albert Schweitzer, mit dem Hans Henny Jahnn korrespondierte, ähnliche Forderungen stellte, fand Jahnn nur mühsam Resonanz, denn die Harmonikalen Gesetzmäßigkeiten stießen vielfach auf Ablehnung; auch sein Ruf als Autor umstrittener Theaterstücke machte es ihm zeitweise schwer, Auftraggeber zu finden. Dennoch wirkte er bei annähernd einhundert Orgelprojekten als Berater, Planer und Konstrukteur mit: Über eintausend Mensurenblätter (Kurvenmensuren) und Zeichnungen im Nachlass zeugen davon.
Die von Karl Kemper 1931 gebaute, von Orgelbaumeister G. Christian Lobback 1991 restaurierte Hans-Henny-Jahnn-Orgel der Heinrich-Hertz-Schule in Hamburg (der ehemaligen Lichtwarkschule) erklingt heute regelmäßig in Konzerten. Klangaufnahmen mit Werken verschiedener Epochen aus dem Jahr 2001 lassen die Besonderheiten der Orgel akustisch nachvollziehen. Die meisten Jahnn-Orgeln allerdings befinden sich nicht mehr in spielfähigem Zustand. Die ebenfalls 1931 entstandene Orgel der Ansgarkirche zu Hamburg-Langenhorn, von der Firma P. Furtwängler & Hammer nicht getreu den jahnnschen Plänen gebaut, wurde 2008 restauriert und am 20. September desselben Jahres eingeweiht.
Zu Jahnns Auseinandersetzung mit Orgel und Orgelbau trat die bereits erwähnte Beschäftigung mit dem harmonikalen Weltbild. Dem deutschen Privatgelehrten Hans Kayser, dem Begründer der harmonikalen Grundlagenforschung im 20. Jahrhundert, verdankte der Orgelbauer und Orgelreformer Jahnn entscheidende Anregungen – aber auch der Schriftsteller: Perrudja und Fluss ohne Ufer zeigen Kaysers Einfluss.
Jahnn betätigte sich auch als Komponist. Erste Zeugnisse finden sich in einem seiner Tagebücher aus dem Jahr 1914. Seine zumeist im Stadium der Skizzierung überlieferten Kompositionsversuche hat Jahnn in einem Zeichenblock für höhere Schulen gesammelt und später mit der Aufschrift Notenmanuskriptheft Henny Jahnn versehen. Viele Jahre hindurch zog das altbabylonische Gilgamesch-Epos Jahnns Aufmerksamkeit auf sich. Auszüge daraus bilden die Grundlage von zwei Kanons aus dem Jahr 1924.

## Vertonungen
Trotz aller Affinität Jahnns zur Musik sind seine Texte von Komponisten der Gegenwart eher selten vertont worden. Einer der frühesten musikalischen Annäherungsversuche stammt von dem Komponisten Bernd Alois Zimmermann, der in seinem Requiem für einen jungen Dichter (1967–69) Texte von Jahnn in das aus unzähligen Textpartikeln zusammengesetzte Libretto einarbeitete. - 1981 entstand die Musik für eine "Kinetische Handlung" nach Jahnns Roman Die Nacht aus Blei von Hans-Jürgen von Bose. Das Werk wurde im selben Jahr an der Deutschen Oper Berlin uraufgeführt. Die Choreografie lag in den Händen von William Forsythe. Teile aus der Musik sind auf CD erschienen. - Wolfgang Stockmeier schrieb Nachdenken über Hans Henny Jahnn - Sechs Adaptionen für Orgel, veröffentlicht 1994. 1998 komponierte Matthias Pintscher auf der Grundlage der Tragödie Thomas Chatterton von Hans Henny Jahnn eine zweiteilige Oper gleichen Namens. Die Uraufführung fand 1998 in der Semperoper Dresden statt. Fünf Orchesterteile daraus sind auf CD erschienen. - Im Rahmen der EXPO 2000 wurden die Jahnn-Lieder für Counter-Tenor und Klavier von André Werner (1999/2000) durch David Cordier (Counter-Tenor) und Axel Bauni (Klavier) zur Aufführung gebracht. - 2010 wurde am Opernhaus Nürnberg die Oper Das Holzschiff aus der Feder des Komponisten Detlev Glanert nach Hans Henny Jahnns gleichnamigem Roman uraufgeführt. - Als im Januar 2017 die Hamburger Elbphilharmonie mit einem Festkonzert eröffnet wurde, erklang als Uraufführung Reminiszenz, ein Triptychon für Tenor und Orchester von Wolfgang Rihm (2016). Grundlage der Komposition ist eine kurze Passage aus Hans Henny Jahnns unvollendeter Romantrilogie Fluß ohne Ufer. - 2022 widmete die Freie Akademie der Künste in Hamburg ein Projekt der Arbeit an und mit der von Hans Henny Jahnn konzipierten Orgel in Hamburg-Langenhorn. Uraufgeführt wurden vier Kompositionen mit inhaltlichem Bezug zum Instrument und zur Person Hans Henny Jahnns. Ruth Wiesenfeld benutzte Briefe von Jahnns Ehefrau für ein Stück mit dem Titel Auf der Suche nach Ellinor Jahnn. Manfred Stahnke zeichnete ein musikalisches Porträt Hans Henny Jahnn. In ...ein Versuch lotete der Organist und Komponist Zsigmond Szathmáry die klanglichen Möglichkeiten der Jahnn-Orgel aus, während Claus Bantzer Jahnns musikalische Berechnungen für ein Werk mit dem Titel Klangspuren heranzog.

## Auszeichnungen
- Kleist-Preis, 1920
- Literaturpreis des Landes Niedersachsen, 1954[42]
- Lessing-Preis der Freien und Hansestadt Hamburg, 1956
- Hans-Henny-Jahnn-Weg in Hamburg-Uhlenhorst

## Werke

### Werkausgaben
- Werke und Tagebücher in sieben Bänden. Mit einer Einleitung von Hans Mayer. Hrsg. von Th. Freeman und Th. Scheuffelen. Hamburg 1974.
- Werke in Einzelbänden (Hamburger Ausgabe). Hrsg. von Uwe Schweikert. Hamburg 1985 ff.
- Einmalige Jubiläumsausgabe in acht Bänden. Hrsg. von Ulrich Bitz und Uwe Schweikert, Hamburg 1994.

### Prosa
- Perrudja. Roman. 1. Teil 1929, 2. Teil unvollendet
  - Neuausgabe: Perrudja. Mit einem Nachwort von Josef Winkler. Hoffmann und Campe, Hamburg 2017, ISBN 978-3-455-40540-8.
- Fluß ohne Ufer. Romantrilogie.
  - Das Holzschiff. 1949, überarbeitete Fassung 1959.
  - Die Niederschrift des Gustav Anias Horn nachdem er 49 Jahre alt geworden war. 1949/1950.
  - Epilog. Aus dem Nachlass veröffentlicht 1961.
- Ragna und Nils. In: 13 nicht geheure Geschichten. Rowohlt Taschenbuch Verlag, Hamburg 1954; auch in: Jutta Schmidt-Walk (Hrsg.): Das Rowohlt GRUSEL Lesebuch. Rowohlt Taschenbuch Verlag, Reinbek bei Hamburg 1983, ISBN 3-499-15206-1, S. 31–40.
- Die Nacht aus Blei. Erzählung, 1956
- Ugrino und Ingrabanien. Romanfragment. Aus dem Nachlass veröffentlicht, 1968.
- Jeden ereilt es. Roman. Fragment aus dem Nachlass, 1968.

### Dramen
- Pastor Ephraim Magnus, 1919 (Digitalisat im Internet Archive)
- Die Krönung Richards III. 1921.
- Der Arzt / Sein Weib / Sein Sohn. 1922.
- Der gestohlene Gott. 1924.
- Medea. (Tragödie). 1926, 2. Fassung 1959.
- Neuer Lübecker Totentanz. (zusammen mit Werner Helwig). 1931.
- Straßenecke. 1931.
- Armut, Reichtum, Mensch und Tier. 1933, 2. Fassung 1948.
- Spur des dunklen Engels. 1952.
- Thomas Chatterton. (Tragödie). 1955.
- Die Trümmer des Gewissens. Entstanden 1959, uraufgeführt unter dem Titel Der staubige Regenbogen 1961 (Städtische Bühnen Frankfurt am Main, 17. März 1961, Regie: Erwin Piscator)[43]

### Auswahlbände
- 13 nicht geheure Geschichten. Erzählungen. Hamburg 1954 (= rororo-Taschenbuch 128).
- Eine Auswahl aus dem Werk. Mit einer Einleitung von W. Muschg. Freiburg i. Br. 1959.
- Das Hans Henny Jahnn Lesebuch. Hrsg. von U. Schweikert. Hamburg 1984.
- Liebe ist Quatsch. Briefe an Ellinor. Herausgegeben von Jan Bürger und Sandra Hiemer. Hoffmann und Campe, Hamburg 2014.

### Sonstiges
- Beiträge zur Kulturzeitschrift Der Kreis
- Der Uhrenmacher. Dem Andenken meines Urgroßvaters Matthias Jahnn (aus Niederschrift), in: Westfalen-Spiegel, Ardey Verlag, Dortmund, April 1953 (2. Jg., Ausgabe B) S. 11–1.
- Das Recht der Tiere. Weihnachtsappell 1956.
- Werner Helwig, Hans Henny Jahnn: Briefe um ein Werk. Europäische Verlagsanstalt, Frankfurt 1959.
- Hamburger Ansprache 1946. In: Sinn und Form, Heft 4/2015. Mit einer Vorbemerkung von Sandra Hiemer, S. 437.

### Würdigung, Begegnung, Erinnerung
- Rolf Italiaander: Hans Henny Jahnn: Das Buch der Freunde. Im Auftrag der Freien Akademie der Künste in Hamburg zum ersten Todestag des Dichters (29. November 1960) zusammengestellt. ISBN 3-937038-03-5 (10), ISBN 978-3-937038-03-2 (13)
- Werner Helwig: Die Parabel vom gestörten Kristall. Hase & Koehler, Mainz 1977, ISBN 3-7758-0925-2. (Biographisch-autobiographische Erinnerungen an H. H. Jahnn, entstanden 1963–1965.)
- Werner Helwig: Bei Hans Henny Jahnn auf Bondegaard. In: Merian-Heft „Bornholm“. 1969.
- Richard Anders: Begegnung mit Hans Henny Jahnn. Vorwort: Signe Trede-Jahnn. Rimbaud, Aachen 1988, ISBN 3-89086-903-3.
- Walter Muschg: Gespräche mit HHJ. Aachen 1994, ISBN 3-89086-899-1.
- Klaus Bellin: „Die Not, die uns würgt.“ Der exemplarische Außenseiter. Vor 120 Jahren wurde Hans Henny Jahnn geboren. In: Neues Deutschland.

### Ausstellungen, Tagungen
- Zeitgenosse Hans Henny Jahnn: Ist der Mensch zu retten? Hamburger Literaturtage 1984, Dokumentation der Hamburger Hans-Henny-Jahnn-Wochen, veranstaltet von der Freien Akademie der Künste in Hamburg mit Unterstützung der Kulturbehörde der Freien und Hansestadt Hamburg anlässlich des 90. Geburtstages und 25-jährigen Todestages Hans Henny Jahnns (1985). ISBN 3-937038-19-1 (10), ISBN 978-3-937038-19-3 (13)
- Jochen Hengst, Heinrich Lewinski: Hans Henny Jahnn. Ugrino. Die Geschichte einer Künstler- und Glaubensgemeinschaft. Mit einer Biografie von Arne Drews. Revonnah Verlag, Hannover 1991, ISBN 978-3-927715-08-0. (Illustrierter Katalog zur Ausstellung „Hans Henny Jahnn / Ugrino. Eine Künstler- und Glaubensgemeinschaft der zwanziger Jahre“ in der Landesbibliothek Hannover vom 27. September bis 9. November 1991.)

### Biographien, Übersichten
- Hans Henny Jahnn. In: Sozialgeschichte der deutschen Literatur von 1918 bis zur Gegenwart. Hrsg. Jan Berg, Hartmut Böhme u. a. Frankfurt am Main 1981, ISBN 3-596-26475-8.
- Hans Henny Jahnn In: Kindlers Neues Literaturlexikon. Hrsg. Walter Jens, München 1988.
- Ulrich Bitz, Jan Bürger, Alexandra Munz: Hans Henny Jahnn. Eine Bibliographie. Rimbaud, Aachen 1996, ISBN 3-89086-815-0.
- Rüdiger Frommholz: Jahnn, Hans Henny. In: Neue Deutsche Biographie (NDB). Band 10, Duncker & Humblot, Berlin 1974, ISBN 3-428-00191-5, S. 307–310 (Digitalisat).
- Thomas Freeman: Hans Henny Jahnn. Eine Biographie. Hoffmann und Campe, Hamburg 1986, ISBN 3-455-08608-X.
- Elsbeth Wolffheim: Hans Henny Jahnn. Biographie. Rowohlt Taschenbuch Verlag, Reinbek bei Hamburg 1989, 3. Aufl. 2007, ISBN 978-3-499-50432-7. (Selbstzeugnisse und Bilddokumente),
- Hans Mayer: Versuch über Hans Henny Jahnn. Rimbaud, Aachen 1994, ISBN 3-89086-998-X.
- Jochen Meyer: Verzeichnis der Schriften von und über Hans Henny Jahnn. Luchterhand, Neuwied am Rhein/Berlin 1967.
- Reiner Niehoff: Hans Henny Jahnn. Die Kunst der Überschreitung. Matthes und Seitz, Berlin 2001, ISBN 978-3-88221-833-6.
- Jan Bürger: Der gestrandete Wal. Das maßlose Leben des Hans Henny Jahnn. Die Jahre 1894–1935. Aufbau-Verlag, Berlin 2003, ISBN 3-351-02552-1. Aktualisierte Neuausgabe: Hoffmann und Campe, Hamburg 2017, ISBN 978-3-455-50380-7.

### Einzelthemen
- Sylvia Peuckert: Hans Henny Jahnns Ägypten. Eine Untersuchung zum Ägyptenbild des frühen 20. Jahrhunderts. Königshausen & Neumann, Würzburg 2024, ISBN 978-3-8260-8193-4.

- Alban Nikolai Herbst: Ihr wollt ein Wort von mir. Ein Schicksal sollt ihr haben. Eine literarische Spekulation über Hans Henny Jahnn und Medea (1994) in: Der Literaturbote Nr. 75/Jg. 19 2004.[45]
- Daniel Hoffmann: Errettende Grausamkeit. (Meta-)physische Gewalt in Hans Henny Jahnns Romanfragment Jeden ereilt es. In: Sentimentalität und Grausamkeit. Ambivalente Gefühle in der skandinavischen und deutschen Literatur der Moderne. Hrsg. von Sophie Wennerscheid. Münster u. a. 2011, ISBN 3-643-11229-7, S. 201–212.
- Rüdiger Wagner: Hans Henny Jahnns Roman Perrudja. Ein Beitrag zur Musik und zur Leitmotivtechnik. In: Colloquia Germanica. Internationale Zeitschrift für Germanistik. Band 6. Narr Francke Attempto Verlag, Tübingen 1972, S. 179–195.
- Jürgen Heizmann: Mann Maschine Tod. Tradition und Moderne in Hans Henny Jahnns Mysterienspiel "Neuer Lübecker Totentanz". In: L'art macabre. Jahrbuch der Europäischen Totentanz-Vereinigung 5 (2004), S. 41–56.
- Thomas P. Freeman: The Case of Hans Henny Jahnn. Criticism and the Literary Outsider. Camden House, Rochester N.Y. Boydell & Brewer, Suffolk, UK, 2001, ISBN 1-57113-206-6.
- Toni Bernhart: „Adfection derer Cörper“. Empirische Studie zu den Farben in der Prosa von Hans Henny Jahnn. Deutscher Universitäts-Verlag, Wiesbaden 2003, ISBN 3-8244-4547-6.
- Nanna Hucke: „Die Ordnung der Unterwelt“. Zum Verhältnis von Autor, Text und Leser am Beispiel von Hans Henny Jahnns „Fluß ohne Ufer“ und den Interpretationen seiner Deuter. Münster 2009, ISBN 978-3-86582-943-6, sowie open access als Volltext in der Bibliothek der Uni Konstanz
- Diethelm Zuckmantel: Tradition und Utopie. Zum Verständnis der musikalischen Phantasien in Hans Henny Jahnns „Fluß ohne Ufer“. Verlag Peter Lang, Frankfurt am Main 2004, ISBN 3-631-53007-2.
- Daniel Hoffmann: Der Hohlraum für die Rechtfertigung. Hans Henny Jahnns „Holzschiff“ und die protestantische Lehre. In: literatur für leser, 1/2000, S. 46–60. ISSN 0343-1657
- Michael Walitschke: Hans Henny Jahnns Neuer Lübecker Totentanz. Stuttgart 1994.
- Adolf Meuer: Jahnns hinterlassenes Schauspiel „Der staubige Regenbogen“. Piscator inszenierte die Uraufführung in Frankfurt. In: Kultur und Gesellschaft. Mitteilungs- u. Ausspracheblatt für Mitglieder und Freunde des Demokratischen Kulturbundes Deutschlands, Frankfurt am Main 1961 (Nr. 5), S. 13.
- Theater der Freien Hansestadt Bremen (Hrsg.): HHJ.: Die Krönung Richards III. Bremen, Spielzeit 1978/79 (Premiere 9. Dezember 1978). Ein inhaltsschweres Programmheft mit vielen Archivalien, insbes. aus der Staatsbibliothek Hamburg, vorrangig aus der Entstehungszeit. 127 S.
- Rüdiger Wagner: Versuch über den geistesgeschichtlichen und weltanschaulichen Hintergrund der Werke Hans Henny Jahnns. In: Heinz Ludwig Arnold (Hrsg.): Text+Kritik. Zeitschrift für Literatur. 3., revidierte und erweiterte Auflage. Heft 2 / 3, 1980, ISBN 3-921402-78-6, S. 107–120.

### Orgelbau, -reform und Harmonik
- Rüdiger Wagner: Der Orgelreformer Hans Henny Jahnn (= Hans Heinrich Eggebrecht [Hrsg.]: Veröffentlichungen der Walcker-Stiftung für orgelwissenschaftliche Forschung. Heft 4). Musikwissenschaftliche Verlags-Gesellschaft, Stuttgart 1970.
- Rüdiger Wagner: Archaische, pythagoreische und harmonikale Grundzüge in den Jugenddramen Hans Henny Jahnns. Teil I. In: Paul G. Buchloh, Dietrich Jäger, Horst Kruse, Peter Nicolaisen (Hrsg.): Literatur in Wissenschaft und Unterricht. Band VII, Heft 3. Englisches Seminar der Universität Kiel, Kiel Oktober 1974, S. 164–179.
- Rüdiger Wagner: Hans Henny Jahnn. Der Revolutionär der Umkehr. Orgel, Dichtung, Mythos, Harmonik (= Hans Heinrich Eggebrecht [Hrsg.]: Schriftenreihe der Walcker-Stiftung für orgelwissenschaftliche Forschung. Band 3). Musikwissenschaftliche Verlags-Gesellschaft, Murrhardt 1989, ISBN 3-920670-23-X.
- G. Christian Lobback: Der Orgelbauer HHJ und das harmonikale Gesetz. In: Uwe Schweikert (Hrsg.): „Orgelbauer bin ich auch“. Hans Henny Jahnn und die Musik. Igel, Paderborn 1994, ISBN 3-927104-89-2, S. 11–18.
- G. Christian Lobback: HHJ und sein Bild von der Orgel. In: Musik und Kirche, 6/1994,  Bärenreiter-Verlag, S. 323–328.
- Thomas Lipski: Hans Henny Jahnns Einfluß auf den Orgelbau. Phil.-Diss. Münster 1995, Hildesheim 1997, ISBN 3-487-10321-4.
- Lotti Sandt: Hans Henny Jahnn. Zur Literatur, Harmonik und Weltanschauung des Schriftstellers und Orgelbauers. Kreis der Freunde um Hans Kayser Bern / Walter Ammann, Bern 1997, ISBN 3-906643-16-6.
- G. Christian Lobback: Klangpolarität und Klanggewichtung der Orgel bei Hans Henny Jahnn. Vortrag am 2. Juni 2004 (Arbeitstagung der Vereinigung der Orgelsachverständigen in Deutschland, Elsa-Brändström-Haus, Hamburg-Blankenese)
- Jan Bürger: Planetenklänge. Der Komponist Dietrich Buxtehude im Weltbild des Schriftstellers Hans Henny Jahnn. In: Neue Zürcher Zeitung, 5. Januar 2008, Int. Ausg. S. 32 (auch zu Jahnn als Orgelrestaurator in Hamburg)

## Filme
- Paul Kersten, Peter Rühmkorf: Ein Mann ohne Ufer. Deutschland, NDR, 1975, 45 min.
- Reinhold Jaretzky, Lucian Neitzel: Hans Henny Jahnn. Deutschland, NDR, 1984, 30 min. Dokumentation.